# Ilemorfismo
L'ilemorfismo (o ilomorfismo o ileformismo), termine composto derivato dal greco antico ὕλη (hyle, «materia») e μορϕή (morfé, «forma»), vuole significare che ogni ente materiale è costituito da materia e forma. In particolare all'ilemorfismo fa riferimento la dottrina aristotelica dell'anima.

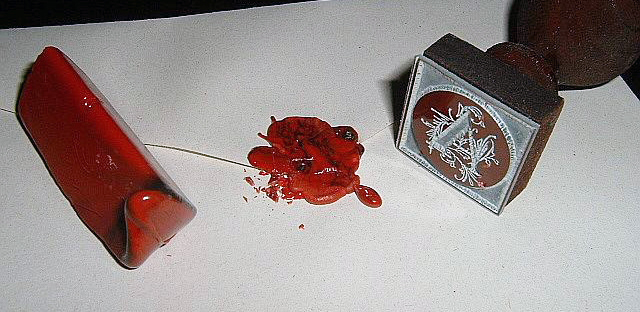
Secondo un celebre paragone di Aristotele, l'ilemorfismo è un'unità di anima e corpo, come lo sono la cera e la forma del sigillo.

## Ilemorfismo aristotelico
Nel tentativo di superare il dualismo platonico, Aristotele intende l'anima come forma del corpo, e perciò non distinguibile da questo.
Definire un'anima e un corpo non significa distinguerli, ma solo articolare gli aspetti di un'unità in atto:
la cera e la figura, né in generale la materia di ciascuna cosa e ciò di cui la materia [è
materia]. Infatti, benché l'uno e l'essere si dicano in molti modi, il principale è l'atto.»
(Aristotele, trad. it. a cura di Giancarlo Movia)
L'anima è «l'entelechia prima di un corpo naturale che ha la vita in potenza»: espressione questa che ben rappresenta ciò che Aristotele intende per entelechia. In contrapposizione alla teoria platonica delle idee, egli sostiene infatti che ogni ente si sviluppi a partire da una causa finale interna ad esso, e non dipenda nel suo essere da enti assoluti invariabili preesistenti. 

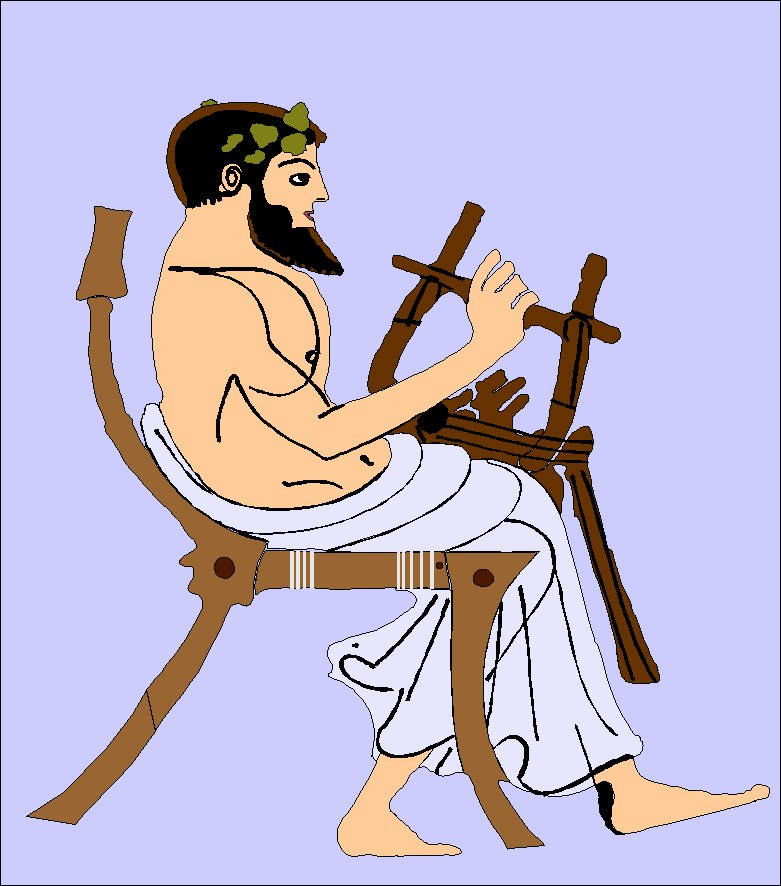
Nell'esempio qui riportato, la materia è ciò di cui è fatta la sedia, in tal caso il legno; la forma è ciò che la rende quello che è, cioè appunto una sedia e non un tavolo.

Entelechia è quindi la piena realizzazione di un organismo, unità inscindibile di materia e forma, mirante a realizzare se stesso compiutamente secondo leggi proprie, passando dalla potenza all'atto (e l'atto è non temporalmente, ma ontologicamente precedente alla potenza).
L'anima quindi per Aristotele rappresenta la capacità di realizzare le potenzialità vitali del corpo, e non è da questo separabile; materia e forma - ilemorfismo - fanno tutt'uno nel corpo vivente. Di conseguenza, l'anima sarebbe destinata a perire una volta che il corpo muoia ma su questa conclusione Aristotele non dà un giudizio definitivo:
Dell'anima, a seconda delle funzioni, Aristotele distingue tre parti: 
- anima vegetativa, che governa le funzioni fisiologiche istintive (quelle che noi chiamiamo "animali", appunto: nutrizione, crescita, riproduzione);
- anima sensitiva, che presiede al movimento e all'attività sensitiva;
- anima intellettiva, che è la fonte del pensiero razionale e governa la conoscenza, la volontà e la scelta.

Un principio di eternità riposa in effetti nell'anima intellettiva, che però opera senza il supporto di un organo corporeo. Aristotele non chiarisce i rapporti tra quest'anima e le altre, né se l'eternità dell'anima intellettiva sia anche individuale; del problema discuterà la filosofia medievale che tratterà dell'ilemorfismo universale secondo cui ogni realtà è costituita da un'unica materia e un'unica forma.

## Ilemorfismo universale
Nella filosofia araba medievale, l'ilemorfismo universale è in particolare la tesi di Avicebron, secondo la quale tutte le creature sono composte di materia e forma, comprese le sostanze spirituali come Dio, gli angeli e l'anima.
Questa tesi fu condivisa dalla corrente agostinista medievale, espressa dagli esponenti della scuola francescana, secondo cui ogni creatura è composta da una «materia prima» e una «forma sostanziale», due elementi unici e onnipresenti che si integrano però in maniera differente e particolare nella gerarchia della scala cosmica: da un lato la materia si fa sempre più rarefatta in prossimità del vertice, costituito dagli angeli, dall'altro la forma riduce progressivamente il proprio livello di attività ai gradini più bassi.
Bonaventura da Bagnoregio, in particolare, parlava di rationes seminales quali germi posti da Dio nella materia che le donano un dinamismo intrinseco; mentre secondo Roberto Grossatesta, la luce è la prima «prima forma della corporeità».
Altri seguaci dell'ilemorfismo universale furono i francescani Matteo d'Acquasparta, Pietro di Giovanni Olivi, Giovanni Peckham, Pietro di Trabes.
Tommaso d'Aquino rigettò invece questa tesi nel De substantiis separatis, affermando che l'anima, come gli angeli, sarebbe pura forma, e perciò priva di materia, essendo l'atto di cui il corpo materiale è la potenza.